# Hey Dad!
Hey Dad! was een bekende Australische sitcom ontwikkeld en geproduceerd door Gary Reilly en John Flanagan die een eerste maal van 1987 tot 1994 werd uitgezonden op het Seven Network. Er werden 291 afleveringen van opgenomen.

## Verhaallijn
Architect Martin Kelly voedt zijn kinderen Simon, Debbie en Jenny alleen op. Zijn vrouw Margaret was drie jaar voorafgaand aan het begin van de serie overleden.
Martins architectenbureau wordt gevoerd vanuit de gezinswoning in Chatswood, een voorstad van Sydney. De nicht van zijn vrouw, Betty Wilson, een goedaardige maar ongeorganiseerde en vergeetachtige vrouw uit het plattelandplaatsje Walgett in New South Wales werkt bij hem als zijn secretaresse.
In heel wat afleveringen wordt Martin geportretteerd als de patriarch van de familie, die weinig in discussie treedt met zijn kinderen. Hij moet heel dikwijls de uitgebreide excuses van Betty aanhoren als ze weer eens te laat is en is voortdurend gefrustreerd door haar lage productiviteit op het werk. Zoon Simons beste vriend is Gerald "Nudge" Noritas, een buurman die voortdurend zichzelf van voedsel bedient dat hij kan vinden in de keuken van de familie Kelly.
In de eerste afleveringen is hoe de personages worstelen met de afwezigheid van Margaret in hun leven, een belangrijk thema. Martin breekt ook meermaals door de vierde wand om zo sarcastische oneliners te leveren aan de camera, maar die techniek wordt na de eerste 12 afleveringen niet verder aangehouden.

## Hoofdrollen
- Martin Kelly — Robert Hughes (1987–1994; episodes 1–265)
- Betty Wilson — Julie McGregor (1987–1994; episodes 1–291)
- Simon Kelly — Paul Smith (1987; episodes 1–39), Christopher Mayer (1988–1991; episodes 40–187)
- Debbie Kelly — Simone Buchanan (1987–1990, 1994; episodes 1–165, 268)
- Jenny Kelly — Sarah Monahan (1987–1993; episodes 1–227), Angela Keep (1993–1994; episodes 231–291)
- Gerald 'Nudge' Noritas — Christopher Truswell (1987–1991, 1994; episodes 1–174, 291)
- Greg Russell — Mark Owen-Taylor (1993–1994; episodes 263–291)
- Tracy Russell — Belinda Emmett (1994; episodes 266–291)